# Zliv
Zliv (niem. Sliw) − miasto w Czechach, w kraju południowoczeskim.
Według danych z 31 grudnia 2003 powierzchnia miasta wynosiła 1 421 ha, a liczba jego mieszkańców 3 656 osób.

## Demografia
| Rok             | 1970  | 1980  | 1991  | 2001  | 2003  |
| --------------- | ----- | ----- | ----- | ----- | ----- |
| Liczba ludności | 2 787 | 3 547 | 3 770 | 3 699 | 3 656 |

Źródło: Czeski Urząd Statystyczny